# Park Rijnstroom
Het Park Rijnstroom is een park uit 1897 in Alphen aan den Rijn, in de Nederlandse provincie Zuid-Holland.
Het park is voor de Marthastichting ontworpen door tuinarchitect Hendrik Copijn.
Sinds 2001 staan het park met het bruggetje en de zitbank op de Rijksmonumentenlijst.

## Kunst in Park Rijnstroom

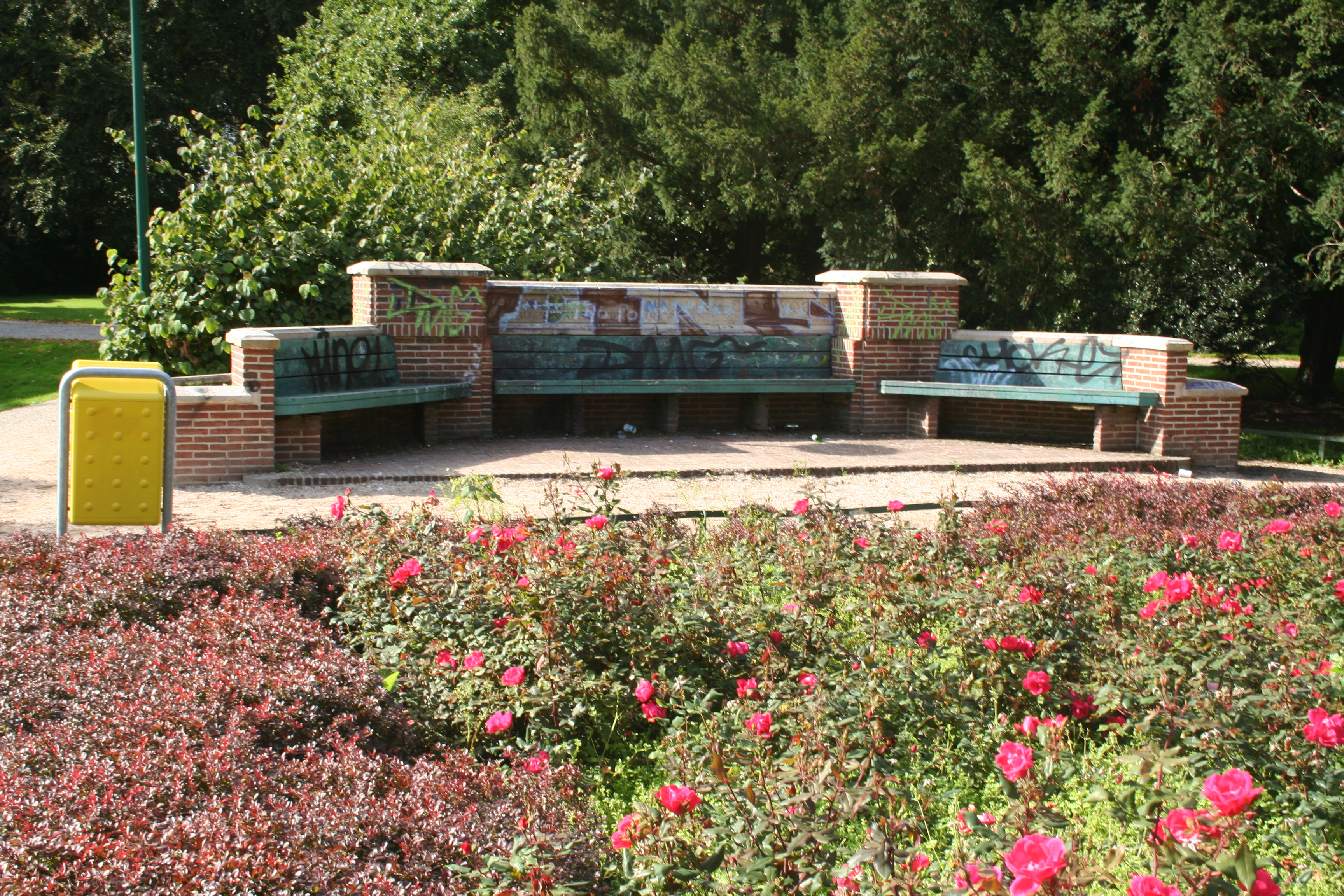
Zitbank uit 1935
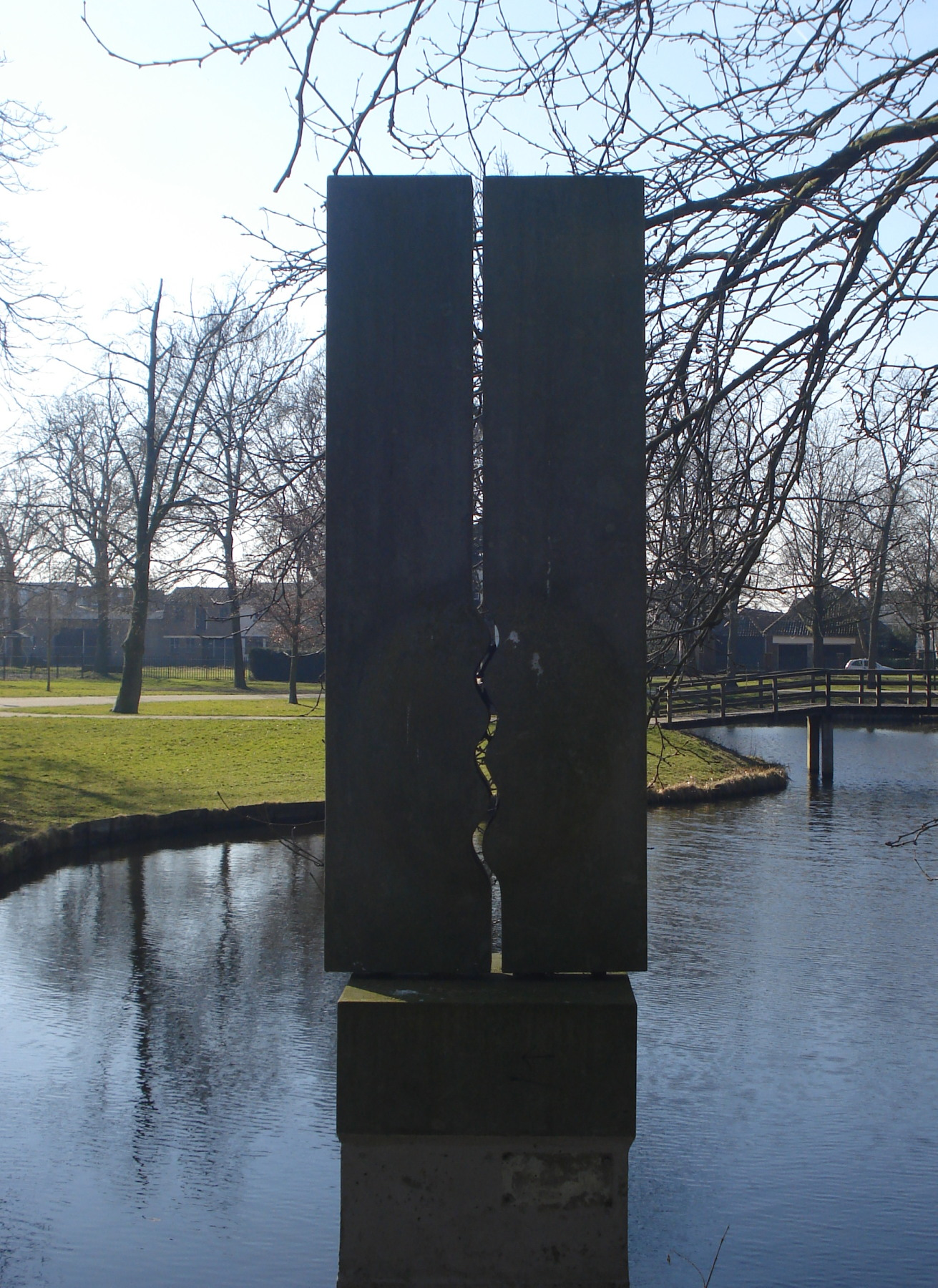
Rendez-vous van Jos van Vreeswijk, bij de Raadhuisstraat
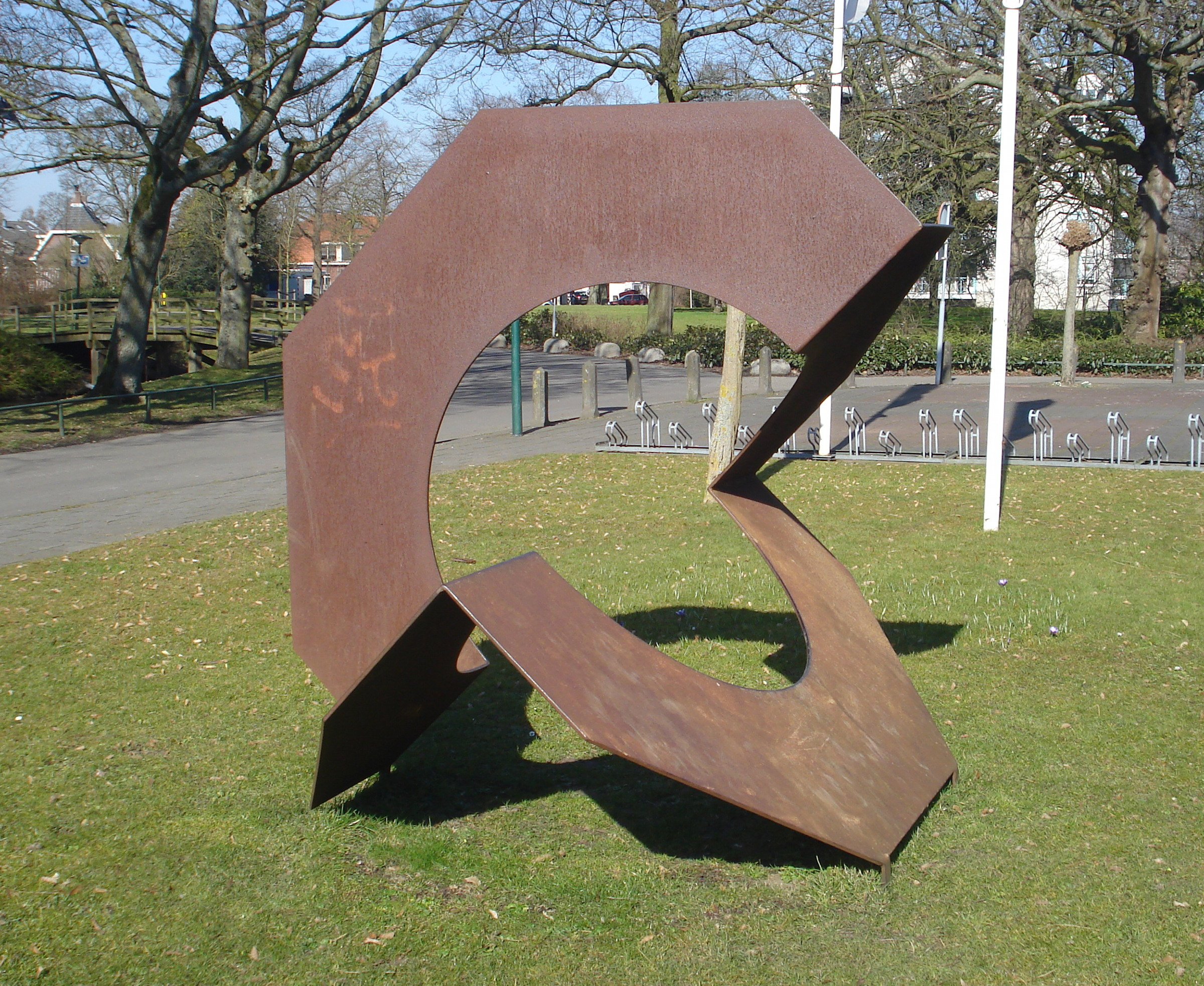
werk zonder titel van Cyril Lixenberg uit 1981